# Edward de Bono
Edward Charles Francis Publius de Bono (ur. 19 maja 1933 na Malcie, zm. 9 czerwca 2021 tamże) – maltański psycholog i lekarz.

## Życiorys
Urodził się na Malcie. Studiował w St Edward’s College w Bormli. Studia medyczne ukończył na Uniwersytecie Maltańskim. Następnie był stypendystą w kolegium Christ Church w Oxfordzie, gdzie uzyskał tytuł magistra (MA) w dziedzinach filozofii i fizjologii. Stopień doktora nauk medycznych zdobył w Trinity College w Cambridge. Jest światowym autorytetem w bezpośrednim nauczaniu tzw. „myślenia twórczego” oraz twórcą określenia „lateral thinking” (myślenie „w bok”, czyli w poprzek stereotypom).
Prowadził odczyty i wykłady w 57. krajach świata, był wykładowcą na Harvardzie, Uniwersytecie Londyńskim, Oksfordzkim i w Cambridge. Upowszechniane przez niego metody weszły do programu szkolnego w niektórych krajach, są także stosowane przez potężne międzynarodowe korporacje takie jak NTT, Exxon, Shell, DuPont, IBM. Jest autorem ponad 70. książek przetłumaczonych na 38 języków świata, w tym polski, chiński, koreański, japoński, arabski, hebrajski, a także wszystkie języki zachodnioeuropejskie. Najbardziej znane pozycje to: Myślenie lateralne oraz Sześć kapeluszy myślowych.
W 1992 Uniwersytet Maltański utworzył we współpracy z profesorem Instytut Myślenia Twórczego i Innowacji Edwarda de Bono (The Edward de Bono Institute for Creative Thinking and Innovation) zajmujący się obszarami takimi jak: kreatywność, zarządzanie innowacjami, przedsiębiorczość, foresight.
W 2005 był nominowany do Nagrody Banku Szwecji im. Alfreda Nobla w dziedzinie nauk ekonomicznych.

## Publikacje książkowe
- Mieć piękny umysł, Wydawnictwo Studio EMKA, 2009
- 5 + (plus): życie obfite w szczęście, humor, pomoc, nadzieję oraz zdrowie, Onepress, 2008, ISBN 978-83-246-1638-1
- Myślenie lateralne: idee na przekór schematom, Helion, Gliwice 2007, ISBN 978-83-246-1382-3
- Sześć myślowych kapeluszy, Helion, Gliwice 2008, ISBN 978-83-246-1383-0
- Kurs myślenia, Wydawnictwo JK, Łódź 2007, ISBN 978-83-7229-174-5
- Jak być bardziej interesującym, Rebis, Poznań 1999, ISBN 83-7120-793-X
- Atlas myślenia dla menedżera, Wydawnictwo Medium, Warszawa 1998, ISBN 83-86755-33-4
- Naucz się myśleć kreatywnie, Wydawnictwo Prima, Warszawa 1998, ISBN 83-7186-044-7
- Myślenie równoległe, Wydawnictwo Prima, Warszawa 1998, ISBN 83-7186-049-8
- Sześć butów czyli sześć sposobów działania, Wydawnictwo Medium, Warszawa 1997, ISBN 83-86755-31-8
- Sześć kapeluszy czyli sześć sposobów myślenia, Wydawnictwo Medium, Warszawa 1996, ISBN 83-86755-42-3
- Naucz swoje dziecko myśleć, Świat Książki, Warszawa 1994, ISBN 83-85855-37-8